# 1841

## أحداث
- تأسيس مدينة نيلسون وتقع حاليا في نيوزيلندا.
- 31 مارس: تأسيس مدينة نيو بلايموث وتقع حاليا في نيوزيلندا.
- يوليو:اندلاع معركة بقعاء بين أهالي القصيم وعبد الله ابن رشيد وانتهت بانتصار ابن رشيد.
- 8 نوفمبر: تأسيس مدينة ماتيكيس [الإنجليزية] وتقع حاليا في فنزويلا.
- نهاية الحرب المصرية - العثمانية في 1841 والتي بدأت في 1839.

أخذ الحكم السعودي لعبد الله بن ثنيان لأن معظم القوات المصرية ليس كانوا في الرياض فسهل له ذلك الوضع وتمكن من ضم الأحساء تحت حكمه.

## مواليد
- أنتونين دفورجاك
- أوجست رينوار
- إيتو هيروبومي
- تيودور كوخر
- جورج كليمانصو
- جوستاف لوبون
- فرديناد بويسون
- كليمان آدر
- لورد كرومر
- هنري مورتون ستانلي
- أحمد عرابي.
- عبد الرحمن الكيلاني النقيب.

## وفيات
- على بن حسين آل الشيخ
- الكسندر بيرنز
- 4 أبريل - وليام هنري هاريسون الرئيس التاسع للولايات المتحدة في البيت الأبيض بسبب التهاب رئوي بعد 31 يوماً فقط من توليه الحكم.